# سیارک ۱۲۱۲۳۲
سیارک ۱۲۱۲۳۲ (به انگلیسی: 121232 Zerin، نامگذاری:1999RK35) صد و بیست و یک هزار و دویست و سی و دومین سیارک کشف شده‌است که در ۱۱ سپتامبر ۱۹۹۹ کشف شد.